# Parco nazionale del Tongariro
Il Parco nazionale del Tongariro è il parco nazionale di più antica istituzione della Nuova Zelanda, oltre a essere il quarto parco più antico del mondo. L'area protetta si estende nella zona centrale dell'Isola del Nord. Nel 1990 è stata inserita nell'elenco dei Patrimoni dell'umanità dell'UNESCO, sia per ragioni naturalistiche sia per il valore culturale (entro i confini del parco si trovano numerosi tapu, una parola Māori che indica un luogo estremamente sacro).

## Geografia
Il parco si estende su di una superficie di poco inferiore agli 800 chilometri quadrati, a metà strada fra le città di Auckland e Wellington. Al suo interno si trovano diversi vulcani, precisamente il monte Ruapehu, il Ngauruhoe e il monte Tongariro (che dà il nome all'intero parco).
La maggior parte del parco si trova all'interno del Distretto del Ruapehu, che fa parte della regione di Manawatu-Wanganui; la parte nord-orientale del parco si trova invece nel Distretto di Taupo, nella regione di Hawke's Bay.
Intorno ai confini del Parco nazionale del Tongariro si trovano numerose strade (che ne permettono un facile accesso da parte dei turisti) e alcune cittadine (Ohakune, Turangi, National Park Waiouru e Raetihi), mentre all'interno gli unici insediamenti sono dedicati agli amanti dello sci e del trekking.

## Clima
Come la maggior parte della Nuova Zelanda, il parco si trova in una zona temperata. I venti prevalenti, comunque, che provengono da ovest, portano una gran quantità di aria umida prelevata nel Mar di Tasman: nella zona del parco incontrano i primi rilievi e, a causa del repentino raffreddamento dell'aria, ciò causa piogge a cadenza quasi giornaliera, anche se non come le piogge causate nell'Isola del Sud dalle Alpi meridionali (i vulcani di questa zona, infatti, non sono una catena montuosa paragonabile). Le precipitazioni medie annue variano fra poco più di un metro e quasi 5 metri, a seconda della località in cui vengono registrate.

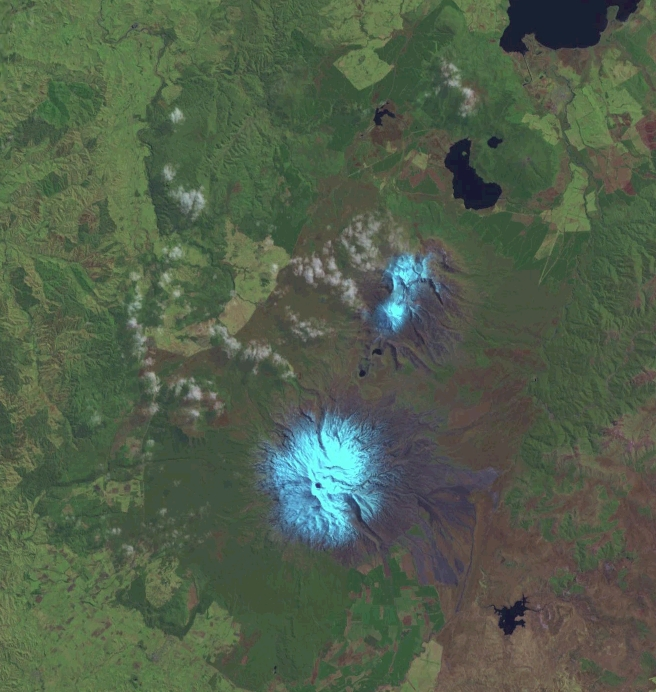
Un'immagine satellitare del Tongariro National Park

La temperatura media del parco è di 13 gradi, ma anche d'estate può scendere sotto lo zero, soprattutto sulle cime montuose, dove la neve è spesso presente tutto l'anno.

## Storia
Le vette delle montagne sono considerate sacre dai Maori. Per evitarne lo sfruttamento da parte dei coloni europei, il 23 settembre 1887 il capo maori Te Heuheu Tukino IV donò il cuore di quello che oggi è il parco all'Impero britannico a patto che vi venisse istituita un'area protetta. Questa regione, di soli 26,4 chilometri quadrati, era considerata troppo piccola per un parco nazionale sul modello di quello di Yellowstone nel Wyoming (Stati Uniti), quindi vennero acquistati ulteriori territori confinanti.
Nel 1894 nacque così il Tongariro National Park, su di un territorio di 252 chilometri quadrati, anche se bisognò attendere fino al 1907 per completare l'acquisto dei terreni. Nel 1922 vennero acquisiti ulteriori territori e il parco passò ad includere 586,8 chilometri quadrati. Da allora ci furono ancora numerose estensioni, la maggiore delle quali nel 1975, fino all'ultima del 1980 che ha portato il parco alle sue dimensioni attuali, cioè a 795,98 chilometri quadrati.
A partire dal 1973, attraverso una serie di condotte, canali e tunnel, una grande quantità di acqua viene raccolta nel parco (o a monte di esso) e rilasciata dopo essere passata attraverso delle centrali idroelettriche che attualmente provvedono alla produzione di circa il 4% dell'intera energia elettrica di cui la Nuova Zelanda ha bisogno (1.400 gigawatt).

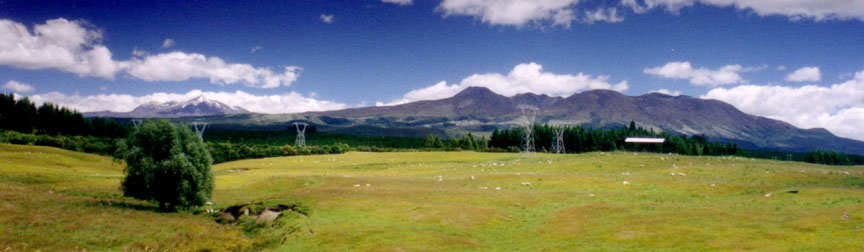
Tre vulcani del parco: Ruapehu (a sinistra), Ngauruhoe (al centro) Tongariro (a destra)

## Geologia
I vulcani Tongariro, Ngauruhoe e Ruapehu sono la parte più meridionale di una lunga catena di vulcani che si estende per circa 2.500 chilometri, sotto la quale la Placca Indo-Australiana incontra la Placca Pacifica. Queste formazioni vulcaniche sono il risultato di processi tettonici: la Placca Pacifica viene spinta sotto la Placca Indo-Australiana e la sua crosta si scioglie a causa delle alte temperature dell'astenosfera. Questo magma, meno denso di quello che si trova normalmente qui, sale in superficie ed esce dalla crosta terrestre attraverso i coni vulcanici. Questi processi sono in corso in quest'area da almeno 2 milioni di anni.

## Flora

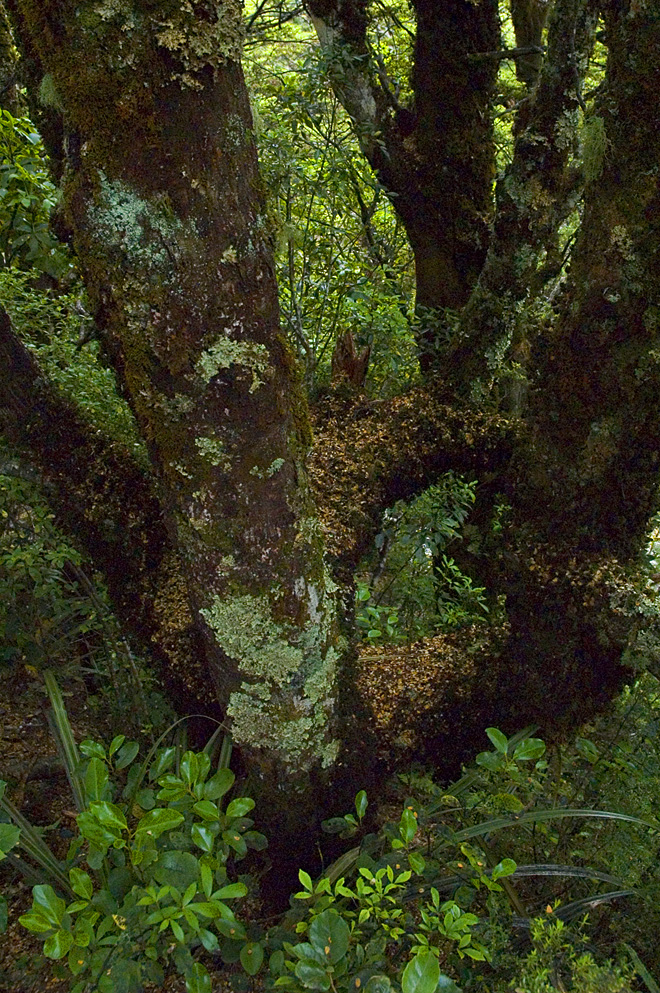
Alcuni alberi all'interno del Tongariro National Park

La flora del Tongariro National Park è quanto mai varia: vi si trovano numerosissime specie, delle quali molte endemiche, che vanno dalle foreste pluviali (nella parte nord-occidentale del parco, fino ai 1.000 metri d'altezza) alle specie tipicamente alpine, come i licheni, che si trovano oltre i 2.200 metri di quota.
Nel XX secolo venne introdotto nel parco il brugo, che si è rivelata estremamente infestante e un grave pericolo per l'ecosistema della flora endemica neozelandese. Si stanno facendo sforzi per la sua sradicazione, anche se ormai l'obiettivo sembra molto difficile da raggiungere.

## Fauna
Per quanto riguarda la fauna, si contano 56 specie diverse di uccelli (alcune rare ed endemiche, come i kiwi, i kākā e i falchi della Nuova Zelanda). Inoltre nel parco sono presenti gli unici due mammiferi nativi della Nuova Zelanda, Chalinolobus tuberculatus e Mystacina tuberculata, due pipistrelli, oltre a tutti gli animali endemici neozelandesi e ad alcuni introdotti dall'uomo (problema questo comune a tutti i parchi della nazione).

## Attività

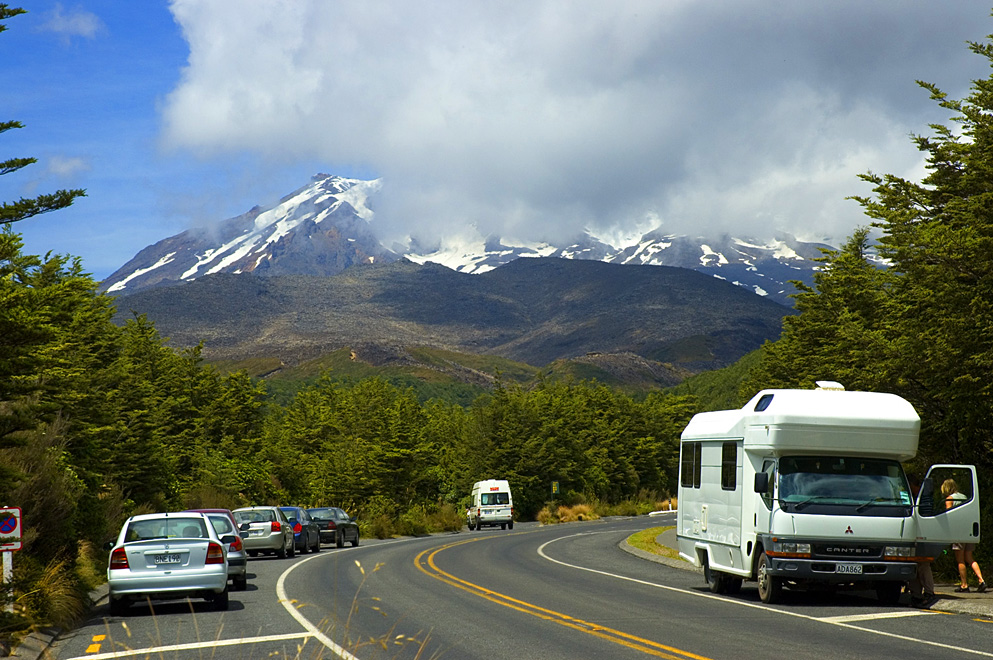
Una delle strade d'accesso al parco

Fin dai primi anni di vita del parco vennero sviluppati dei servizi rivolti al turismo: piste da sci, impianti di risalita, strade e alberghi, il che spiega la strana presenza di queste attrezzature all'interno di un parco nazionale (agli inizi del XX secolo quei territori non facevano parte del parco).
Il parco è molto popolare fra gli amanti del trekking (all'interno del parco si trovano numerosi percorsi, alcuni dei quali possono richiedere più giorni per essere portati a termine), dell'alpinismo, dello sci e dello snowboard. La stagione invernale va dalla fine di luglio al principio di novembre (agli inizi del XX secolo sono state costruite numerose attrezzature per lo sviluppo turistico della zona, e gli impianti di risalita e i campi da sci sono numerosissimi).

## Note

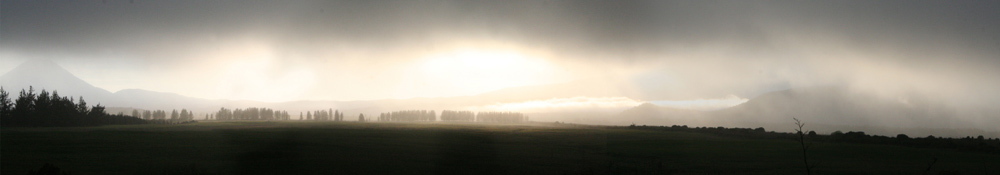
L'alba al Tongariro National Park